# 티스키에
티스키에(폴란드어: Tyskie)는 폴란드의 맥주 브랜드다. Tyskie Browary Książęce에서 양조하며, 2017년에 아사히 그룹에 인수되었다.